# Asandros (Lydien)
Asandros (altgriechisch Ἄσανδρος Ásandros), Sohn des Philotas, war ein makedonischer Feldherr Alexanders des Großen.
Er wurde nach der Schlacht am Granikos 334 v. Chr. in Lydien als Satrap eingesetzt. Zusammen mit dem Feldherren Ptolemaios siegte er über den Perser Orontopates. Bereits 331 v. Chr. wurde er durch Menandros im Amt ersetzt. Er schloss sich dann dem Hauptheer in den oberen Satrapien wieder an. Danach ist nichts mehr zu ihm überliefert.
Es wurde in der älteren Geschichtsforschung (u. a. Berve, Badian) spekuliert, dass Asandros ein Bruder oder naher Verwandter des Feldherren Parmenion gewesen sein könnte und dass seine Abberufung im Zusammenhang mit den Differenzen zwischen Alexander und Parmenion stand. Da Asandros nach dem Jahr 331 v. Chr. nicht mehr erwähnt wird, könnte er nach der Exekution des Philotas (330 v. Chr.) zusammen mit Parmenion beseitigt worden sein. Diese Annahme wird jedoch in jüngeren Untersuchungen (siehe: Heckel, Bosworth) abgelehnt.